# チェルシーTV
チェルシーTV（Chelsea TV）はプレミアリーグに所属するチェルシーFCが運営しているオフィシャルクラブTV。2001年8月に開局した。

## 主な番組
- プレミアチェルシー、チェルシー・イン・ヨーロッパ（チェルシーの最新試合を放送）
- ブルーズニュース（チェルシー関連の最新ニュース）
- クラシックチェルシー（過去の名試合を90分に濃縮して放送）

ほかにドキュメント番組「レジェンズ」やプロファイル、シーズンオフにはチェルシー年間最優秀選手賞の模様も放送される。

## 日本での放送
日本ではJ SPORTSで2005年1月より2007年5月まで放送されていた。その後2012年10月より日テレG+での放送を開始した。なお日テレG+では英語音声のみ、週1回の3時間枠で2試合を放送する。そのため一部カットがある。

## 関連番組
- 日本で放送されている（いた）クラブオフィシャルチャンネル
  - バルサTV
  - MUTV
  - アーセナルTV
  - FCバイエルン・ミュンヘンTV
  - ボルシア・ドルトムントTV
  - ACミラン・チャンネル
  - インテル・ミラノ チャンネル